# XXVIII Українська антарктична експедиція
XXVIII Українська антарктична експедиція (УАЕ) — 28-а наукова експедиція на українську антарктичну станцію «Академік Вернадський» у період з 7 квітня 2023 по березень 2024 року.

## Експедиція

### Підготовка експедиції
Продовжуючи позитивний досвід XXVII УАЕ, конкурсна комісія відібрала до основного складу експедиції 14 учасників (до цього тривалий період їх було — 12). Збільшення в експедиції науковців дозволить підвищити кількість досліджень на станції, зокрема в межах багатьох міжнародних проєктів, в яких бере участь Україна.
Серед 14 учасників — 9 вчених (по 3 на кожен напрямок досліджень — біологія, метеорологія, геофізика) та 5 представників команди життєзабезпечення: лікар, кухар, системний адміністратор, системний механік та дизеліст-електрик.
У XXVIII УАЕ порівну досвідчених полярників і новачків. Таке співвідношення дасть змогу ефективно передавати досвід зимування: проводити цілорічні наукові дослідження та забезпечувати функціонування станції.
Очолює експедицію один з найдосвіченіших українських полярників, для якого це буде рекордна десята зимівля — вчений-геофізик з м. Харкова Богдан Гаврилюк. Він був керівником 26 УАЕ, яка після успішного виконання всіх завдань повернулася в Україну навесні 2022 року, вже після початку російського вторгнення в Україну. Він одразу ж став на захист України, приєднавшись до складу підрозділу ДПСУ та виконував завдання на півночі України, зокрема у Чернігівській області.
Ще одна особливість XXVIII УАЕ полягає в тому, що в її складі буде троє учасників з попередньої антарктичної експедиції. Вчені експедиції, а саме біолог Сергій Глотов, геофізик Андрій Сопін і метеоролог Сергій Разумний вирішили продовжувати дослідження на станції протягом наступного року, успішно пройшли конкурс та залишаться зимувати на другий рік.
Нова XXVIII УАЕ складається тільки з чоловіків, не зважаючи на той факт, що останні чотири роки жінки входили до складу антарктичних експедицій. Як повідомлялося, цього року на конкурс подалося лише 5 жінок (для порівняння: в 2022 році таких кандидаток було — 19), але вони не подолали всі етапи конкурсного відбору.

### Склад експедиції
Список учасників XXVIII Української антарктичної експедиції:
Керівник експедиції:
- Богдан Гаврилюк — 1972 р. н., Радіоастрономічний інститут НАН України, м. Харків, геофізик (десята зимівля).

Біологи:
- Сергій Глотов — 1986 р. н., Державний природознавчий музей НАН України, м. Львів (друга зимівля);
- Вадим Ткаченко — 1992 р. н., Приазовський національний природний парк, м. Мелітополь, Запорізька область (друга зимівля);
- Тарас Перетятко — 1981 р. н., Львівський національний університет імені Івана Франка, м. Львів (перша зимівля).

Метеорологи:
- Олександр Полудень — 1986 р. н., Український гідрометеорологічний центр, м. Київ (п'ята зимівля);
- Дмитро Кричун — 1978 р. н., Авіаційна метеорологічна станція цивільна «Кропивницький», м. Кропивницький (перша зимівля);
- Сергій Разумний — 1988 р. н., Центральна геофізична обсерваторія імені Бориса Срезневського, м. Вишгород, Київська область (четверта зимівля).

Геофізики:
- Андрій Сопін — 1982 р. н., Радіоастрономічний інститут НАН України, м. Харків (четверта зимівля);
- Андрій Олефір — 1996 р. н., Національний технічний університет України «Київський політехнічний інститут імені Ігоря Сікорського», м. Київ (перша зимівля)[5].

Команда життєзабезпечення:
- лікар Дмитро Мартиненко — 1990 р. н., м. Київ (перша зимівля);
- кухар Андрій Бобров — 1988 р. н., Київська область (перша зимівля);
- системний адміністратор Сергій Салло — 1988 р. н., м. Кропивницький (перша зимівля);
- системний механік Олександр Милашевський — 1983 р. н., м. Чернігів (друга зимівля);
- дизеліст Сергій Попрієнко — 1973 р. н., м. Кривий Ріг, Дніпропетровська область (перша зимівля).

### Хід експедиції
Згідно повідомлення Національного антарктичного наукового центру, учасники XXVIII УАЕ 18 березня 2023 року вирушили на станцію «Академік Вернадський». Попереду на учасників експедиції очікує тривалий шлях, спочатку вони прямують до Польщі, звідтіля — літаком до Південної Америки, де в чилійському порту Пунта-Аренас на майбутніх зимівників вже чекає українське науково-дослідне судно-криголам «Ноосфера». Криголам має доправити на станцію XXVIII УАЕ та повернути на «велику землю» XXVII УАЕ, яка вже рік відпрацювала в Антарктиді.
27 березня 2023 року, науково-дослідне судно-криголам «Ноосфера» з командою XXVIII УАЕ на борту прибуло до станції «Академік Вернадський», — про це доповів капітан судна Олександр Гришко.
7 квітня 2023 року учасники XXVII УАЕ та працівники сезонного загону, які виконували технічні та наукові завдання впродовж кількох місяців, вирушили додому на криголамі «Ноосфера». Розпочала роботу XXVIII Українська антарктична експедиція.
7 жовтня 2023 року, учасники XXVIII УАЕ розпочали підрахунок тюленят, які народилися на околицях антарктичної станції «Академік Вернадський».
В ході проєкту «PolarRES», який триває вже декілька років і фінансується з програми ЄС «Горизонт 2020», учасники XXVIII УАЕ досліджують екстремальні потепління та опади в Антарктиці.
В січні 2024 року відбувся перший візит дослідників яхтами на острів Десепшен для вивчення ймовірних залишків флори, що росла тут ще до виверження вулкану. Вдруге біологи прибули на острів в березні місяці вже на криголамі «Ноосфера» з метою дослідження поширення щучника та перлинниці на нові території, які були порожніми після виверження. Також вивчалися супутня острівна рослинність .
Також в лютому 2024 року дослідники XXVIII УАЕ досягли «Палмера» спершу яхтами, щоб замінити елементи живлення та списати дані з полігону та повернулися вже у квітні на «Ноосфері» для нового списання даних та перевірки роботи обладнання. У цьому ж рейсі криголама вчені висадилися на острові Крістін, де зібрали зразки прісноводних ракоподібних.

### Шеврон

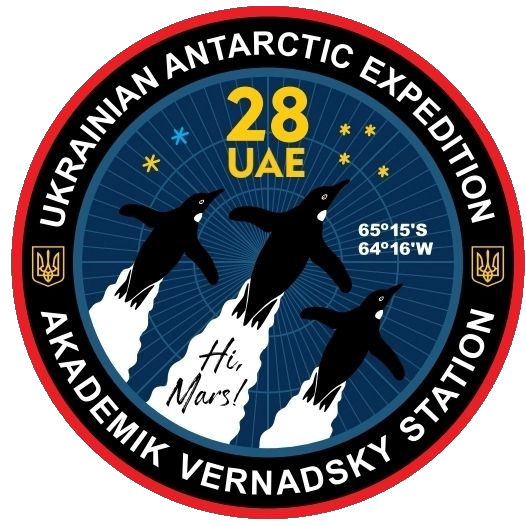
Шеврон 28-ї Української антарктичної експедиції

На шевроні XXVIII УАЕ зображені реактивні пінгвіни, які частково асоціюються з літаками F-16, які запитувала Україна для протистояння російському вторгненню в Україну в 2022 році.
Напис «Ні, Mars!» символічний тим, що в Антарктиці вчені досліджують космічну погоду, і нагадує про реактивну артилерійську систему M142 HIMARS, яку отримала Україна для протистояння російському вторгненню.
Також на шевроні є координати станції Академік Вернадський, дві зірки в кольорах українського прапора та Південний Хрест — найменше, але найвідоміше сузір'я Південної півкулі, за яким можна визначити напрямок на Південний полюс.